# Ciro Flamarion Cardoso
Ciro Flamarion Santana Cardoso (Goiânia, 20 de agosto de 1942 — Rio de Janeiro, 29 de junho de 2013) foi um historiador brasileiro.

## Biografia
Possui larga produção bibliográfica, incluindo interesses temáticos que vão da Historiografia e da Metodologia da História até os estudos sobre Antiguidade e, mais particularmente dentro deste campo, a Egiptologia. Também foi responsável por uma revisão significativa da discussão conceitual acerca do escravismo colonial brasileiro, contribuindo para o estabelecimento do conceito de "Modo de Produção Escravista Colonial" nos anos 1980.
A partir da década de 1990, interessou-se pela introdução de métodos semióticos na análise e interpretação de fontes históricas de diversos tipos. Fiel desde o princípio de sua carreira de historiador e ensaísta aos princípios básicos do Materialismo histórico, sua linha de análise deslocou-se de um Marxismo um pouco mais fechado no princípio de sua carreira (culminando esta primeira fase com os Ensaios racionalistas) para uma abordagem marxista mais flexível, voltada para interações interdisciplinares diversas.
Um dos primeiros livros, talvez o que o tornou mais conhecido do público acadêmico nos primeiros tempos por ter se propagado como uma manual importante no campo da metodologia da história, foi Os métodos da História, livro que escreveu em parceria com Hector Perez Brignole no período em que foi professor da Universidade da Costa Rica, durante o período repressivo da Ditadura Militar no Brasil.
Representativa da fase em que já adota a Semiótica como um paradigma importante para a análise historiográfica é a obra Narrativa, sentido, História, onde desenvolve um relevante mostruário das diversas possibilidades de análise semiótica - inclusive o uso dos 'Quadrados semióticos' e 'Grupos de Klein' - preocupando-se concomitantemente em discutir as suas possibilidades de utilização na análise historiográfica.
No âmbito dos estudos da Antiguidade, produziu algumas obras que são referências importantes para esta área de estudos históricos, como Trabalho compulsório na Antiguidade e Sete olhares sobre a Antiguidade".
Além do extenso currículo na área historiográfica, escreveu um livro chamado "A ficção científica - Imaginário do mundo moderno - Uma introdução ao gênero." É músico profissional e trabalhou como pianista.
Ciro morreu em decorrência  de um câncer, em 29 de maio de 2013, no Rio de Janeiro.
A morte de Ciro Flamarion Cardoso causou impacto na comunidade de historiadores brasileiros. Em nome da Associação Nacional de História (ANPUH), Sílvia Petersen emitiu nota de pesar pelo seu falecimento. A Revista de História da Biblioteca Nacional também prestou suas homenagens.
A volumosa biblioteca de Cardoso foi doada para o Museu de Arqueologia e Etnologia da Universidade de São Paulo.

## Principais Livros publicados
- Um historiador fala de teoria e metodologia: Ensaios (2005)
- A ficção Científica, Imaginário do mundo contemporâneo: Uma introdução ao gênero (2003)
- La Guyane Française (1715-1817): aspects économiques et sociaux. Contribution à l´étude des sociétés esclavagistes d´Amérique (1999)
- Deuses, múmias e ziggurats: uma comparação das religiões antigas do Egito e da Mesopotâmia (1999)
- Dominios da Historia (1997)
- Narrativa, Sentido, História (1997)
- Sete Olhares Sobre A Antiguidade (1994)
- Modo de Produção Asiático: nova visita a um velho conceito (1990)
- Antigüidade oriental: política e religião (1990)
- Ensaios Racionalistas (1988)
- Escravidão e abolição no Brasil: novas perspectivas (1988)
- Escravo Ou Camponês? O Proto-Campesinato Negro Nas Américas (1987)
- Sociedades do Antigo Oriente Próximo (1986)
- A Cidade-Estado Antiga (1985)
- O trabalho na América Latina Colonial (1985)
- O Trabalho Compulsório Na Antigüidade (1984)
- O Egito Antigo (1982)
- Uma Introdução à História (1981)
- América pré-colombiana (1981)
- A Afro-América: a escravidão no Novo Mundo (1981)
- Historia Económica de America Latina, Volume I - Sistemas agrários e historia colonial (1979) - obra conjunta com Hector Pérez Brignoli
- Agricultura, Escravidão e Capitalismo (1979)
- Historia económica de América Latina, Volume II - Economías de exprotación y desarrollo capitalista(1979) - obra conjunta com Hector Pérez Brignoli
- Centroamérica Y La Economía Occidental (1520 - 1930)(1977) - obra conjunta com Hector Pérez Brignoli
- El concepto de clases sociales: bases para una discusión(1977) - obra conjunta com Hector Pérez Brignoli
- Los Métodos de La Historia. Iniciación a los problemas, métodos y técnicas de la historia demográfica, económica y social(1976) - obra conjunta com Hector Pérez Brignoli